# Kelly Groucutt
Kelly Groucutt (właśc. Michael William Groucutt, ur. 8 września 1945 w Coseley, Staffordshire, Anglia – zm. 19 lutego 2009 w Worcester, Worcestershire, Anglia) – angielski gitarzysta basowy i wokalista grupy rockowej Electric Light Orchestra w latach 1974–1983.

Do zespołu dołączył w 1974 i pozostawał jego członkiem przez kolejnych dziewięć lat w czasach jego największej świetności. W 1991 Groucutt dołączył do ELO Part II, w którym występowali byli członkowie ELO z wyjątkiem Jeffa Lynne'a i grał w nim do roku 2000. W tym samym, 2000 roku grupa zmieniła nazwę na The Orchestra, a Groucutt występował w niej do 2009.

## Życie prywatne
Groucutt był żonaty dwukrotnie. Drugą jego żoną była jego wieloletnia partnerka Anna-Maria Bialaga (ur. 6.09.1965 – zm. 11.04.2012), z którą ożenił się w 2006 r. Zmarł po południu 19 lutego 2009 r., w wyniku ataku serca, którego doznał poprzedniej nocy. Miał czworo dzieci.